# Accelerated Evolution
Accelerated Evolution ist das fünfte Studioalbum des kanadischen Musikers Devin Townsend. Das von Townsend geschriebene und produzierte Album ist eine Mischung aus Stilelementen von Alternative Rock über Hardrock bis zu Progressive Metal. Sänger und Gitarrist Townsend formierte eine Gruppe von Musikern aus Vancouver, um das Album mit ihnen aufzunehmen: Gitarrist Brian Waddell, Schlagzeuger Ryan Van Poederooyen, Bassist Mike Young und Keyboarder Dave Young. Diese Besetzung mit der Bezeichnung The Devin Townsend Band war das erste Line-up, das ausschließlich für sein Solomaterial vorgesehen und als Gegenstück zu Townsends Extrem-Metal-Projekt Strapping Young Lad gedacht war.
Accelerated Evolution wurde zur gleichen Zeit wie das selbstbetitelte Strapping-Young-Lad-Album geschrieben und aufgenommen, weshalb Townsend seine Aufmerksamkeit beiden widmen musste. Accelerated Evolution wurde in Vancouver, British Columbia von September bis November 2002 aufgenommen und erschien bei Townsends Independentlabel HevyDevy Records im März 2003. Das Album wurde wegen seiner Mischung verschiedener Genres und Einflüsse, seiner musikalischen Zugänglichkeit und seiner breit gefächerten Rock-Produktion von den Kritikern wohlwollend aufgenommen

## Hintergrund
Während der Arbeiten zu seinen frühen Soloalben Infinity (1998) und Physicist (2000) durchlebte Townsend eine Reihe von persönlichen Problemen, die seine Fähigkeiten als Songwriter beeinträchtigten. Diese Probleme überwand er mit Terria (2001), das Townsend als eine „wirklich heilsame Platte“ bezeichnete. Nach Terria gewann Townsend die Leidenschaft für seine Musik neu und sagte „Hau rein. Es wird mich berühren und angestrengen, doch ich habe keine Angst vor beidem.“ 2002 begann Townsend mit der Arbeit an seinen nächsten zwei Alben. Er reaktivierte sein Projekt Strapping Young Lad, das seit vier Jahren inaktiv war und begann mit dem Songwriting für dessen nächste Veröffentlichung Strapping Young Lad (SYL).
Zur gleichen Zeit formierte Townsend eine neue dauerhafte und Strapping Young Lad gleichgestellte Band, mit der er seine Soloprojekte aufnehmen und auf Tournee gehen konnte. Die The Devin Townsend Band bestand aus Brian Waddell an der Gitarre, Ryan Van Poederooyen am Schlagzeug und den Brüdern Mike Young und Dave Young am Bass und am Keyboard. Wie bei Strapping Young Lad spielte Townsend Gitarre, sang und produzierte. Er wählte Mitglieder lokaler Bands aus, die „nicht die gleichen Erfahrungen gemacht hatten“ und eine neue Sichtweise auf „all diese Gefühle“ einbrachten, die sich in seinem Solomaterial niederschlagen. Townsend fand es „erfrischend“, mit Leuten zu spielen, die sein Solomaterial mehr schätzten als das von Strapping Young Lad. Bemerkenswert war das Fehlen von Strapping-Young-Lad-Schlagzeuger Gene Hoglan, der auf den vorangegangenen drei Soloalben gespielt hatte.
Townsend schrieb und produzierte das erste Album mit dieser Besetzung zur selben Zeit, zu der er an SYL arbeitete und verbrachte jeweils eine Wochenhälfte für das eine und die zweite Wochenhälfte für das andere Projekt. Das Album wurde aufgenommen und gemischt von Townsend und Shaun Thingvold, der bereits an mehreren Alben von Townsend und Strapping Young Lad mitgearbeitet hatte. Der Arbeitstitel war Relationships, der Titel wurde später in Accelerated Evolution geändert, was ein Bezug auf das rasche Tempo sein soll, mit dem innerhalb von weniger als einem Jahr eine neue Band zusammengestellt wurde.

## Musik
Accelerated Evolution wurde als Gegenstück zu SYL geschrieben. Das Album verarbeitet Einflüsse verschiedener Genres wie Alternative Rock, Hardrock und Progressive Metal mit Elementen des Heavy Metal, Ambient, Humor und Experimentalmusik. Das Album wurde als melodischer und rockiger als SYL oder Physicist und mehr liedorientiert als Terria beschrieben mit Einflüssen von John Lennon über Jimi Hendrix bis Rush. Lieder wie Storm, Suicide und Sunday Afternoon wurden mit Townsends Album Infinity verglichen, wurden aber als „weniger verrückt und ausgereifter“ charakterisiert. Townsend wollte ein kommerzielleres Album schreiben und seinen Stil präziser und eingängiger machen, aber ohne Pop-Songs zu schreiben. Er setzte mehr als auf den vorangegangenen Alben klaren Gesang ein und produzierte und mischte das Album mit der für ihn typischen Wall of Sound, indem er eine Vielzahl von Tonspuren mit Gitarren, Keyboards und Gesang übereinander legte.

## Veröffentlichung
Accelerated Evolution wurde im März 2003 von Townsends Independentlabel HevyDevy Records veröffentlicht. In Kanada wird es von HevyDevy vertrieben, in Japan von Sony und in Europa und Nordamerika von InsideOut. Das Artwork stammt von Travis Smith, der bereits die Gestaltung von Terria und SYL übernommen hatte. InsideOut veröffentlichte außerdem eine Special Edition des Albums, dem eine EP mit drei Titeln und dem Namen Project EKO beigefügt war, Townsends erste Versuche im Bereich Electronica. Das Album erreichte Platz 135 in den französischen Albumcharts und Platz 249 der japanischen Oricon-Charts.
Bevor Townsend die The Devin Townsend Band formiert hatte, spielte er sein Solomaterial bei Live-Auftritten mit Strapping Young Lad; die Band spielte einen Set mit Liedern von Strapping Young Lad und einen mit Titeln von Devin Townsend. Nach der Veröffentlichung von Accelerated Evolution begann Townsend, mit der Devin Townsend Band zu touren, manchmal ohne Strapping Young Lad. und manchmal mit. Nachdem die Devin Townsend Band im Juli 2003 in Vancouver zwei Auftritte anlässlich der Veröffentlichung absolviert hatte folgte im Oktober 2003 eine Tournee durch Kanada mit Strapping Young Lad und Zimmers Hole. Im Anschluss folgte im November und Dezember 2003 eine Nordamerika-Tournee mit der Progressive-Metal-Band Symphony X.

## Kritiken
Accelerated Evolution wurde von den Kritikern wohlwollend aufgenommen. Mike G. von Metal Maniacs bezeichnete Accelerated Evolution als „das Album des Jahres“ und lobte es für den „schwer zu erreichenden Spagat zwischen extrem und trotzdem eingängig, hart zu rocken und zugleich majestätisch und schön zu sein“ William Hughes von Sputnikmusic nannte es „aufregend“ und schrieb, dass das Album „Elemente enthalte, die Fans unterschiedlichster Genres ansprächen, vom Progressive Rock bis zum Metal“. Alex Henderson von Allmusic bezeichnete das Album als „exzellent“ und lobte Townsends Fähigkeit, Genres und Einflüsse miteinander zu verbinden: „Der kanadische Rocker bietet genügend herabgestimmte Gitarren, um diese CD in die Kategorie Alternative Rock einzuordnen. Und doch bietet Accelerated Evolution den großen Sound von Pop-Metal, Arena Rock und Hardrock der '70er und '80er - große Melodien, große Harmonien, große Gitarren, großer Gesang, große Produktion.“ Chris Hawkins von KNAC.com schrieb: „Devin tut, was er immer tut: er nimmt einen höchst ansteckenden Rhythmus, drückt ihm seinen Stempel auf und erschafft so etwas völlig eigenständiges.“ Xander Hoose vom Chronicles of Chaos verglich das Album insbesondere mit SYL und stellte fest, dass es „mehr Vielfalt gibt und dass die Lieder einprägsamer seien als bei dem eindimensionalen Gegenstück SYL“. Hoose fügte hinzu, dass „für diejenigen, denen Terria zu sehr in die falsche Richtung ging, Accelerated Evolution möglicherweise die Versöhnung sei“.

## Titelliste
Alle Stücke wurden von Devin Townsend geschrieben mit zusätzlichen Arrangements von Brian Waddell, Ryan Van Poederooyen, Dave Young und Mike Young.
1. Depth Charge – 6:04
2. Storm – 4:39
3. Random Analysis – 5:59
4. Deadhead – 8:05
5. Suicide – 6:45
6. Traveller – 4:13
7. Away – 7:49
8. Sunday Afternoon – 6:20
9. Slow Me Down – 4:35

Project EKO
Die Special Edition von InsideOut enthielt Project EKO, eine Electronica-EP von Townsend.
1. Locate – 6:59
2. Echo – 5:29
3. Assignable – 5:20